# Boczniki indukcyjne
Bocznik indukcyjny stanowi element indukcyjny gałęzi osłabienia pola wzbudzania (zw. bocznikowaniem) silników trakcyjnych w pojazdach szynowych z napędem.
Bocznik indukcyjny znajduje się w obwodzie głównym pojazdu i pracuje tylko po włączeniu bocznikowania. Składa się z uzwojenia umieszczonego na karkasie izolacyjnym i rdzenia wykonanego z blach magnetycznych. Rdzeń ma szczelinę powietrzną, przeciwdziałającą nasyceniu.
Zastosowanie elementu indukcyjnego o odpowiednio dobranej indukcyjności, działającego łącznie z rezystorem osłabienia pola wzbudzenia silników trakcyjnych, sprawia, że stała czasowa obwodu bocznika jest w przybliżeniu równa stałej czasowej obwodu uzwojeń wzbudzania. W wyniku tego rozpływ prądów pomiędzy bocznikiem i uzwojeniami wzbudzania silnika zarówno podczas stanu ustalonego, jak też nieustalonego jest prawidłowy. Brak elementu indukcyjnego w układzie bocznikowania, przy jednoczesnym istnieniu oporu czynnego, powodowałby powstawanie chwilowo większego od spodziewanego stopnia osłabienia wzbudzania silników trakcyjnych, doprowadzając tym samym do pogorszenia jakości komutacji wewnątrz silnika i pojawienia się ognia okrężnego na komutatorze.